# Vantoux-et-Longevelle
Vantoux-et-Longevelle ist eine Gemeinde im französischen Département Haute-Saône in der Region Bourgogne-Franche-Comté.

## Geographie
Vantoux-et-Longevelle liegt auf einer Höhe von 230 m über dem Meeresspiegel, vier Kilometer nordöstlich von Gy und etwa 26 Kilometer nordwestlich der Stadt Besançon (Luftlinie). Das Dorf erstreckt sich im Südwesten des Départements, in einer Mulde am Nordrand der Monts de Gy, am östlichen Rand der Ebene von Gy.
Die Fläche des 9,67 km² großen Gemeindegebiets umfasst einen Abschnitt der leicht gewellten Landschaft südöstlich der Saône. Der südliche Gemeindeteil wird von einer breiten Mulde eingenommen, die sich nach Westen zur Ebene von Gy öffnet. Sie wird vorwiegend landwirtschaftlich genutzt. Für die Entwässerung sorgt der Dorfbach, der sich bei Vellefrey mit der Morte vereinigt. Gegen Südosten steigt das Gelände allmählich zu den Vorhöhen der Monts de Gy an, die überwiegend aus kreidezeitlichen Sedimenten bestehen. Hier wird mit 273 m die höchste Erhebung von Vantoux-et-Longevelle erreicht. Nach Nordwesten erstreckt sich das Gemeindeareal in die nur schwach reliefierte, hauptsächlich bewaldete Landschaft der Petits Bois de Gy und des Bois de Vantoux (bis 260 m), die aus tertiären Ablagerungen aufgebaut sind. Dieser Gemeindeteil liegt im Einzugsgebiet der Petite Morte.
Die Doppelgemeinde besteht aus den Ortschaften Vantoux (230 m) in einer Mulde am Rand der Monts de Gy und Longevelle (225 m) am Ostrand der Petits Bois de Gy. Nachbargemeinden von Vantoux-et-Longevelle sind La Chapelle-Saint-Quillain und Étrelles-et-la-Montbleuse im Norden, Villers-Chemin-et-Mont-lès-Étrelles und Velleclaire im Osten, Bucey-lès-Gy im Süden sowie Vellefrey-et-Vellefrange im Westen.

## Geschichte
Ausgrabungen, die im Jahr 2008 gestartet wurden, haben ergeben, dass das Gemeindegebiet von Vantoux-et-Longevelle bereits in prähistorischer Zeit besiedelt war. Es wurden verschiedene Werkzeuge und Keramikfragmente sowie Überreste eines Ofens aus dem Neolithikum entdeckt.
Im Mittelalter gehörten Vantoux und Longevelle zur Freigrafschaft Burgund und darin zum Gebiet des Bailliage d’Amont. Während die lokale Herrschaft von Vantoux die Herren von Gray und die Erzbischöfe von Besançon innehatten, gehörte Longevelle zur Herrschaft Oiselay. Zusammen mit der Franche-Comté gelangten beide Dörfer mit dem Frieden von Nimwegen 1678 definitiv an Frankreich. Im Jahr 1806 fusionierten Vantoux und Longevelle zur heutigen Doppelgemeinde. Heute ist Vantoux-et-Longevelle Mitglied des 20 Ortschaften umfassenden Gemeindeverbandes Communauté de communes des Monts de Gy. Die Gemeinde besitzt keine eigene Kirche, sie gehört zur Pfarrgemeinde Bucey-lès-Gy.

## Sehenswürdigkeiten
Die Mairie (Gemeindehaus) von Vantoux wurde 1873 erbaut. Davor steht ein Brunnen mit der Statue von Jeanne d’Arc. Sehenswert ist auch die Fontaine Xérès, ein Rundbrunnen mit großer Statue, im unteren Dorfteil. Der Calvaire stammt von 1724.

## Bevölkerung
| Jahr                       | 1962 | 1968 | 1975 | 1982 | 1990 | 1999 |
| Einwohner                  | 107  | 103  | 82   | 91   | 118  | 142  |
| Quellen: Cassini und INSEE |      |      |      |      |      |      |

Mit 179 Einwohnern (1. Januar 2022) gehört Vantoux-et-Longevelle zu den kleinen Gemeinden des Département Haute-Saône. Nachdem die Einwohnerzahl in der ersten Hälfte des 20. Jahrhunderts deutlich abgenommen hatte (1886 wurden noch 303 Personen gezählt), wurde seit Mitte der 1970er Jahre wieder ein kontinuierliches Bevölkerungswachstum verzeichnet.

## Wirtschaft und Infrastruktur
Vantoux-et-Longevelle war bis weit ins 20. Jahrhundert hinein ein vorwiegend durch die Landwirtschaft (Ackerbau, Obstbau und Viehzucht) und die Forstwirtschaft geprägtes Dorf. Außerhalb des primären Sektors gibt es nur wenige Arbeitsplätze im Dorf. Einige Erwerbstätige sind auch Auspendler, die in den größeren Ortschaften der Umgebung ihrer Arbeit nachgehen.
Der Ort liegt abseits der größeren Durchgangsachsen, ist aber von der Hauptstraße D474, die von Gray via Gy nach Vesoul führt, leicht erreichbar. Weitere Straßenverbindungen bestehen mit Velleclaire, La Chapelle-Saint-Quillain und Vellefrey.